# Diplotaxis harperi
Diplotaxis harperi är en skalbaggsart som beskrevs av Blanchard 1851. Diplotaxis harperi ingår i släktet Diplotaxis och familjen Melolonthidae. Inga underarter finns listade i Catalogue of Life.